# Weinmannia marojejyensis
Weinmannia marojejyensis är en tvåhjärtbladig växtart som beskrevs av Mill. & Bradford. Weinmannia marojejyensis ingår i släktet Weinmannia och familjen Cunoniaceae. Inga underarter finns listade i Catalogue of Life.